# Свети Георги (Станишор)
„Свети Георги“ (на сръбски: Црква Светог Ђорђа) е възрожденска православна църква в село Станишор, Косово. Част е от Рашко-Призренската епархия на Сръбската православна църква.

## История
Времето на изграждането на църквата е неизвестно, но е от последните години на османското владичество. В архитектурно отношение е еднокорабен храм с ясно артикулирано олтарно пространство на изток. Апсидата е полукръгла, като има и две допълнителни ниши - проскомидия и диаконикон. На запад има дървена галерия - женска църква, но пространството под нея не е притвор. Галерията има висока решетъчна ограда, която напълно закрива погледа към наоса. Храмът е засводен с полукръгъл свод и покрит с покрив на две води. Входовете са два - от запад и от юг. Има сама два тесни прозоречни отвора - в апсидата и на южната стена на наоса.
Дървеният иконостас е изписан с икони от Емануил Исаков и брат му Константин Исаков, като надписите на иконите дават датировки от 1857 до 1860 година. Според подписа „Д. А. Пап.“ и съдейки по стила, храмът е изписан от видния зограф Димитър Папрадишки. В нишата на проскомидията е изписана годината 1904.
- Стенописи в църквата